# Prirodoslovni muzej Metković
Prirodoslovni muzej Metković nalazi se u Metkoviću.

## Zgrada muzeja
Muzej je zajedno zajedno s Gradskom knjižnicom i čitaonicom smješten u zgradi nekadašnje duhanske stanice Vaga izgrađene 1891. Nakon njene temeljite obnove, muzej je svečano otvoren 17. srpnja 2015.

## Zbirka muzeja
Muzej je izrastao iz Ornitološke zbirke koja je otvorena 1952. ponajviše zahvaljujući Dragutinu Rucneru i Lovačkom društvu Metković. Zbirka je u početku bila u prostorijama Lovačkog društva i činilo je 240 preparata ptica. U prostore prizemlja današnje uprave grada preseljena je 1969. i tu je ostala do preseljenja u muzej.
Muzej je prostorno organiziran u pet soba kružnog rasporeda. Ornitološka zbirka temelj je postava muzeja i dio prve sobe. U drugoj, trećoj i četvrtoj sobi su trodimenzionalni prikazi vodenih i kopnenih staništa delte rijeke Neretve. Mogu se vidjeti prikazi močvare, tršćaka, kanala, riječnog vodenog toka, kamenjara i točila, te šumskih staništa i antropogeno uvjetovanih naselja i poljoprivrednih površina. Prikazi završavaju scenama selidbe ptica kao i njihovim zimovanjima u vodenim i kompnenim staništima. Video zapisi prikazuju ponašanja životinja u staništima i njihovo glasanje. Iz treće sobe izlazi se u vrt s autohtonom vegetacijom u kojoj se nalaze kućice za ptice i hotel za kukce. Peta je soba posvećena aktivnoj zaštiti i očuvanju biološke raznolikosti neretvanskog kraja. U njoj se mogu vidjeti vitrinski prikazi gnjuraca i pataka te interaktivni kutak koji prikazuje važnost promatranja ptica i njihova prstenovanja. Na kraju postava prikazuju se kratkometražni filmovi i pitalice za djecu.

## Vanjske poveznice
- Službene stranice